# Základní škola Třebíč, Cyrilometodějská 22
Základní škola Třebíč, Cyrilometodějská 22 je základní škola zřízená pro žáky se speciálními vzdělávacími potřebami; jde o „zařízení věnující se péči, výchově a vzdělávání dětí s širokou škálou postižení a dětí, které jsou z nejrůznějších důvodů neúspěšné v jiných typech škol“. Škola sídlí v Třebíči na Nových Dvorech. Má celkem čtyři pracoviště rozmístěné po Třebíči. Historie tří z nich sahá do druhé poloviny 19. století.

## Historie
Historie Základní školy Třebíč, Cyrilometodějská 22 jako organizace počíná v roce 1985. V tomto roce se její pracoviště oddělilo od Zvláštní školy internátní a pomocné sídlící v Zámostí, pozdější Základní školy Třebíč, 9. května 3. Tou dobou byl jejím zřizovatelem stát. V roce 1993 dostala právní formu příspěvkové organizace. Od roku 1999 nesla škola název Speciální školy Třebíč, Cyrilometodějská 22 a vykonávala též činnost školy – mateřské i základní – při třebíčské nemocnici. Od roku 2006 se název školy znovu změnil: Základní škola Třebíč, Cyrilometodějská 22. Se samým počátkem roku 2008 se s touto školou sloučila druhá třebíčská základní škola pro žáky se speciálními vzdělávacími potřebami – podklášterská Základní škola Třebíč, 9. května 3. Od 1. ledna 2008 tak škola poskytuje vzdělávání a školské služby v těchto místech:
- Cyrilometodějská 44/22,
- 9. května 53/3,
- Zahradníčkova 842/23 (internát), ten v roce 2020 byl zbourán[3]
- Leopolda Pokorného 56/19.

Základní škola Třebíč, Cyrilometodějská 22 je pokračovatelkou tradic třebíčské školy zřizované pro žáky se speciálními vzdělávacími potřebami. Zvláštní škola byla v Třebíči zřízena v roce 1953. Nejprve vyvíjela svou činnost v budově základní školy na Horce. Potom do roku 1963, kdy se přesunula do Zámostí, vyvíjela činnost ve školní budově v Soukopově ulici ve Vnitřním Městě. Od roku 1966/1967 již měla škola škola celookresní působnost. K tomuto účelu byl při ní zřízen i internát.
Začátkem února 2009 zmizel ředitel školy Jaroslav Matějka; Policie České republiky po něm vyhlásila pátrání 6. února. Dočasným ředitelem byl v březnu jmenován Mgr. Artuš Adámek.
Do roku 2020 byla škola zřizována Krajem Vysočina, po roce 2020 by mělo být zřizovatelem město Třebíč. K tomu však nedošlo a zřizovatelem zůstal Kraj Vysočina, škola byla domluvena, že po dokončení investic do objektu školy by mělo břemeno zřizovatele přejít na město, ale k rekonstrukci nedošlo. Budova školy na Cyrilometodějské ulici je v majetku města a Kraj tak nechce investovat a tak bylo oznámeno, že škola by se měla přestěhovat do nového objektu v majetku kraje.

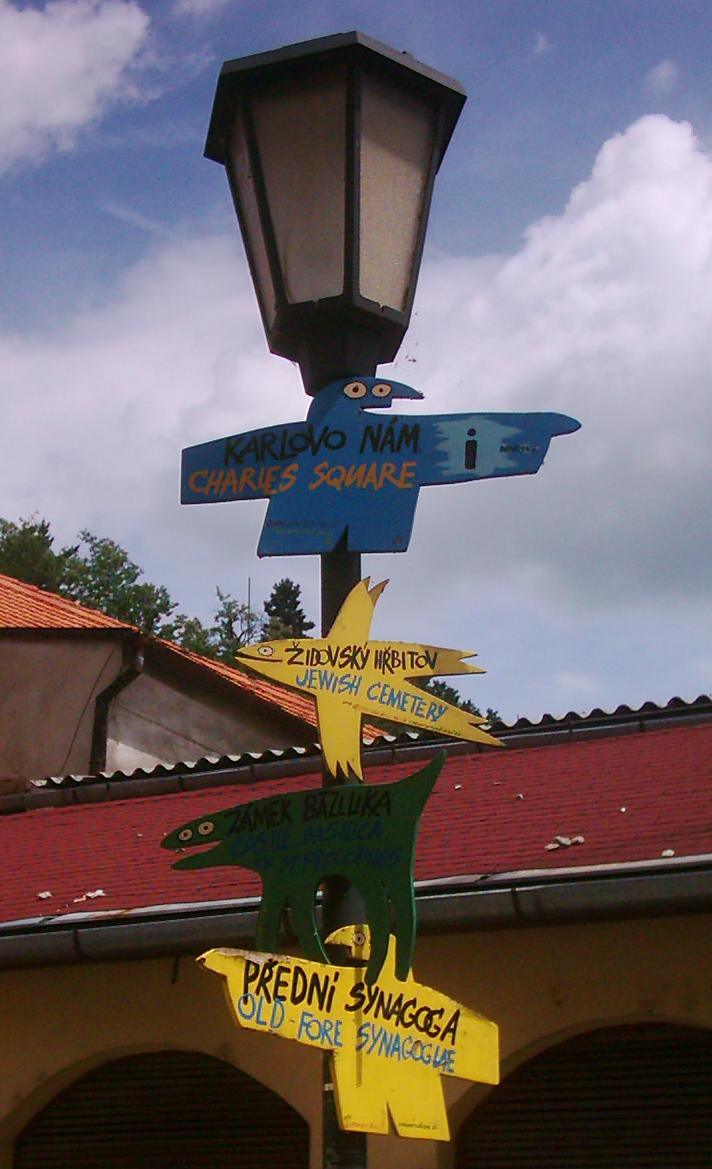
Originální ukazatele z výtvarné dílny školy

### Škola v ulici Cyrilometodějské 22
Budova školy v ulici Cyrilometodějské slouží svému účelu od roku 2. října 1887. Postavena byla o osm let dříve „v očekávání, že dráha z Zastávky do Okříšek povede na severu a že na Nových Dvorech bude nádraží“, a proto se zde vyplatí otevřít hostinec. Trasa železniční trati byla nakonec přeložena na druhý břeh řeky Jihlavy. Město budovu koupilo a adaptovalo pro školní potřeby. Roku 1887 tak zde byly otevřeny třídy čtyřtřídní obecné školy, zvlášť pro chlapce, zvlášť pro děvčata. Roku 1897 byla provedena přístavba dvou učeben a ta ještě později nadstavěna o dvě další podlaží.
V obecné škole sídlící v této budově působil od roku 1903 jako učitel pozdější plukovník Josef Jiří Švec, než roku 1911 odjel šířit sokolské myšlenky do Ruska. Podle jiných pramenů však učil na Horce v „potocké“ škole.

### Škola v ulici 9. května 3
Škola jako činnost se na Podklášteří připomíná roku 1787. Svých prostor se dočkala roku 1862 právě v místě dnešní budovy. Byla to stavba jednopatrová. Časem se ukázalo, že potřebám provozu – zvyšujícího se počtu dětí tato budova nevyhovuje. Roku 1892 se podklášterská obec usnesla nahradit starou budovu školou novou. Koncem téhož roku se tak stalo. Roku 1908 již byla škola pětitřídní. V roce 1940 obec koupila od majitelů zámku přilehlou zahradu pod hradbami kláštera.
Ve 20. století budova školy sloužila vyšší rolnické škole, pozdější zemědělské škole, dále opět základní škole v Hasskově ulici (od roku 1963). V letech 1985–1993 zde vyučovala třebíčská lidová škola umění. Roku 1993 zde zahájilo činnost Katolické gymnázium Třebíč. V roce 1999 se sem na místo katolického gymnázia, které se přesunulo do vlastních prostor na Jejkov, přemístila zvláštní škola internátní a pomocná, později přeměněná v Základní školu Třebíč, 9. května 3.

### Škola v ulici Leopolda Pokorného 19
Stará školní budova v tehdejší Dolní ulici v Židech sloužila německé a české škole (zřízena v roce 1887). Česká škola zahajovala svou činnost s 65 žáky, později jejich počet dosáhl téměř dvojnásobku, jak se rozrůstal počet českých obyvatel v Zámostí. Pro školu, která vzdělávala děti z chudých dělnických rodin, se konaly sbírky. Stará školní budova (čp. 58) je ob dům budovy dnešní (čp. 56).